# ミュンヘン音楽・演劇大学の人物一覧
ミュンヘン音楽・演劇大学の人物一覧は、ミュンヘン音楽・演劇大学に関係する人物の一覧記事。

## 著名な教職員

### 器楽奏者
- エリソ・ヴィルサラーゼ
- ゲルハルト・オピッツ
- シフ・アンドラーシュ
- クルト・シュティーラー
- クリストフ・ポッペン
- カール・リヒター
- フランソワ・ルルー

### 声楽家
- エルンスト・ヘフリガー
- ヘルタ・テッパー
- アンネリース・クッパー

### 作曲家
- フランツ・ヴュルナー
- ヴィルヘルム・キルマイヤー
- ヤン・クーツィール
- ハラルド・ゲンツマー
- 蘇聡
- ルートヴィヒ・トゥイレ
- カール・ヘラー
- フランツ・ミクサ
- イザベル・ムンドリー
- ヨーゼフ・ラインベルガー
- マックス・レーガー

### その他
- クルト・アイヒホルン
- ブルーノ・ヴァイル
- コンスタンツェ・ヴェルノン
- ジークムント・フォン・ハウゼッガー
- ハンス・フォン・ビューロー
- フリッツ・レーマン

## 卒業生

### 器楽演奏家
- ヴェロニカ・エーベルレ
- 岡原慎也
- ゲルハルト・オピッツ
- 佐藤俊介
- アラベラ・シュタインバッハー
- ユッタ・ツォフ
- 仲道郁代
- 仲道祐子
- 平松悠歩
- ユリア・フィッシャー
- ユリウス・ベルガー
- 森武大和
- ヴェロニカ・ヨッフム
- ハンス・ライグラフ

### 声楽家
- 石井健三
- ヨーゼフ・グラインドル
- 平松英子
- 藤村実穂子
- アンナ＝カタリーナ・ベーンケ
- ハンス・ホッター
- 森麻季
- 柳原由香

### 作曲家
- マルティン・シェルバー
- 蘇聡
- ヨーゼフ・ズーダー
- マックス・ブティング
- ツェザール・ブレスゲン
- カール・ヘラー
- 丸田昭三
- 柳田孝義
- ヨーゼフ・ラインベルガー
- ハインツ・レトガー

### その他
- ヘルマン・アーベントロート
- エンリケ・ガルシーア・アセンシオ
- ギュンター・ヴァント
- フランツ・ウェルザー＝メスト
- グスタフ・ケーニヒ
- ハンス＝マルティン・シュナイト
- カール・プロコペッツ
- ハインリヒ・ホルライザー
- ゲオルク・ルートヴィヒ・ヨッフム